# Tomoip
Le tomoip (ou tomoive, tomoyp, tumie ou tumuip) est une des langues de Nouvelle-Irlande, parlée par 700 locuteurs dans la province de Nouvelle-Bretagne orientale, de la Wide Bay à la Waterfall Bay et à l'intérieur des terres.